# Милиус, Джон
Джон Милиус (англ. John Milius; род. 11 апреля 1944, Сент-Луис, штат Миссури, США) — американский кинорежиссёр, сценарист и продюсер, автор голливудских кинофильмов и сценариев к ним. Он был одним из сценаристов первых двух фильмов «Грязный Гарри», получил номинацию на премию «Оскар» как сценарист фильма «Апокалипсис сегодня» и был сценаристом и режиссёром фильмов «Ветер и лев», «Конан-варвар» и «Красный рассвет».

## Биография
Джон Милиус родился 11 апреля 1944 года в г. Сент-Луис, США. Окончил Университет Южной Калифорнии (специальность кинорежиссёр).
Милиус начал свою кинокарьеру ещё с университетской скамьи. Его первый фильм получил приз на фестивале студенческих работ.
Его первой самостоятельной работой в кино стал фильм «Марчелло, мне так скучно», снятый в 1967 году. Правда, фильм прошёл незамеченным на фоне более крупных работ того периода, и Милиус на какое-то время перестал быть режиссёром, уйдя в сценаристы. Он написал сценарии к таким известным лентам как «Жизнь и времена судьи Роя Бина» (1972, с Полом Ньюменом в главной роли), «Пистолет Магнум» с Клинтом Иствудом (1973), «Иеремия Джонсон» с Робертом Редфордом (1972).
В 1973 году Милиус вернулся к режиссуре и снял фильм о Джоне Диллинджере, одном из самых известных американских гангстеров 30-х гг., «Диллинджер»
Милиус отныне нашёл свою нишу в кино. Он снимал фильмы, герои которых находились в крайне экстремальных условиях, неважно, была то война или гангстерская перестрелка. Фабулой его режиссёрских работ с этого времени и навсегда стали так называемые «пограничные ситуации», которые обнажают суть человека, его жестокость, жажду выжить, страх перед смертью.
Далее Милиус выступил как автор сценария к таким знаменитым фильмам как «Ветер и лев» (1975) с Шоном Коннери и «Апокалипсис сегодня» Фрэнсиса Форда Копполы (1979).
С наступлением консервативной эры Рейгана наступил звёздный час Милиуса, известного своими крайне правыми взглядами и ярым антикоммунизмом. Он снимает наиболее известные свои фильмы — «Конан-варвар» с Арнольдом Шварценеггером (1982) и «Красный рассвет» с Патриком Суэйзи (1984).
Фильм «Конан-варвар» являлся вольной экранизацией произведений Роберта Говарда о варваре Конане, будто бы жившем пятнадцать тысяч лет назад на Земле. Фильм был снят в духе ницшеанского культа сильной личности, что дало основание советской пропаганде обвинять Милиуса в симпатиях к Адольфу Гитлеру. Отчасти сам Милиус давал поводы для подобной критики. Венди Лей в биографии А.Шварцнеггера пишет, что Милиус на встречи с продюсерами приходил со статуэткой Муссолини, а на съемочной площадке помощники режиссёра встречали его нацистским приветствием. Кассовые сборы этого фильма в одних только Штатах составили 100 миллионов долларов.
Фильм «Красный рассвет» является самым известным образцом антисоветского боевика 80-х гг. Лента повествует о вторжении в США совместной советско-кубинской армии и борьбе с захватчиками небольшой группы молодых американцев, создавших в горах партизанский отряд «Росомахи».
В 1991 году Милиус выпустил фильм «Полет нарушителя», герой которого, лётчик американских ВМС, решил закончить вьетнамскую войну по-своему: снарядив свой самолёт бомбами и отправившись бомбить Ханой.
В 2011 году по сценарию Джона Милиуса вышла видеоигра Homefront. Сюжет в общих чертах повторяет «Красный рассвет»: США развалились и захвачены Корейской армией, а главный герой организует миниатюрный отряд сопротивления, который героически убивает всех врагов, в том числе и внутренних (так называемых «сурвивалистов»).

## Дополнительно
Джон Милиус обозначает свои политические взгляды, как «дзэн-анархизм», при этом являясь одним из самых консервативных деятелей Голливуда.

Я не реакционер — я просто правый экстремист похлеще людей вроде христианских идентитаристов настолько, что они даже не могут представить. Настолько, что я маоист. Я анархист. Я всегда был анархистом. Каждый настоящий правый, если он заходит достаточно далеко, ненавидит любую форму правительства…
Оригинальный текст (англ.)I’m not a reactionary — I’m just a right-wing extremist so far beyond the Christian Identity people like that and stuff, that they can’t even imagine. I’m so far beyond that I’m a Maoist. I’m an anarchist. I’ve always been an anarchist. Any true, real right-winger if he goes far enough hates all form of government.

Является членом совета директоров Национальной стрелковой ассоциации США (NRA). На этом посту занимается в основном пропагандой оружия и является официальным оппонентом в обсуждениях о запрещении права владения оружием. Деятельность оценивается членами NRA неоднозначно: в частности, приводимые им аргументы порой действуют на руку сторонникам запрещения.
Отдельным пунктом стоит его яростная ненависть к «выживальщикам», которых он же активно поддерживал во время их становления.

## Личная жизнь
Джон занимался бразильским джиу-джитсу.

## Фильмография

### Полнометражные фильмы
| Год  | Фильм                                            | Режиссёр | Сценарист | Продюсер | Примечания                 |
| ---- | ------------------------------------------------ | -------- | --------- | -------- | -------------------------- |
| 1969 | Дьявол 8                                         |          | Да        |          |                            |
| 1970 | Изменения Ричарда Сана                           | Да       |           |          | Актёр (Шофёр)              |
| 1971 | Эвел Книвел                                      |          | Да        |          |                            |
| 1972 | Грязный Гарри                                    |          | Да        |          |                            |
| 1972 | Иеремия Джонсон                                  |          | Да        |          |                            |
| 1972 | Жизнь и времена судьи Роя Бина                   |          | Да        |          |                            |
| 1973 | Диллинджер                                       | Да       | Да        |          |                            |
| 1974 | Высшая сила                                      |          | Да        |          |                            |
| 1975 | Челюсти                                          |          | Да        |          |                            |
| 1975 | Ветер и лев                                      | Да       | Да        |          | Актёр (Однорукий советник) |
| 1978 | Большая среда                                    | Да       | Да        |          | Актёр (Наркодилер)         |
| 1979 | Апокалипсис сегодня                              |          | Да        |          |                            |
| 1979 | Жесткач                                          |          |           | Да       |                            |
| 1979 | 1941                                             |          | Да        | Да       |                            |
| 1980 | Подержанные автомобили                           |          |           | Да       |                            |
| 1982 | Конан-варвар                                     | Да       | Да        |          | Актёр (Продавец)           |
| 1984 | Красный рассвет                                  | Да       | Да        |          |                            |
| 1984 | Необычайная отвага                               |          |           | Да       |                            |
| 1987 | Все меры предосторожности                        |          | Да        |          |                            |
| 1989 | Прощание с королём                               | Да       | Да        |          |                            |
| 1991 | Полёт «Интрудера»                                | Да       |           |          |                            |
| 1994 | Джеронимо: Американская легенда                  |          | Да        |          |                            |
| 1994 | Прямая и явная угроза                            |          | Да        |          |                            |
| 2008 | Между строк: Настоящая история Вьетнамской войны |          | Да        |          | Документальный             |

### Короткометражные фильмы
| Год  | Фильм                | Режиссёр | Сценарист | Примечания     |
| ---- | -------------------- | -------- | --------- | -------------- |
| 1966 | Марселло, мне скучно | Да       |           | Анимационный   |
| 1967 | Император            |          | Да        | Документальный |
| 1967 | Глут                 |          | Да        |                |

### Телевидение
| Год     | Фильм                   | Режиссёр   | Сценарист   | Продюсер    | Примечания                          |
| ------- | ----------------------- | ---------- | ----------- | ----------- | ----------------------------------- |
| 1974    | Мервин Парвис, Джей-Мэн |            | Да          |             | Телефильм                           |
| 1985    | Сумеречная зона         | Да (1 эп.) |             |             | Сериал, актёр (Служитель) в 1 эп.   |
| 1987    | Полиция Майами          |            | Да (1 эп.)  |             | Сериал                              |
| 1994    | Мятежное шоссе          | Да (1 эп.) |             |             | Сериал, серия «Банда мотоциклистов» |
| 1997    | Парни, что надо!        | Да (2 эп.) | Да (2 эп.)  |             | Мини-сериал                         |
| 2005-07 | Рим                     |            | Да (22 эп.) | Да (14 эп.) | Сериал                              |

### Видеоигры
| Год  | Название                         | Сценарист |
| ---- | -------------------------------- | --------- |
| 2005 | Medal of Honor: European Assault | Да        |
| 2011 | Homefront                        | Да        |

### Вклады в фильмы, в которых не является режиссёром, сценаристом или продюсером
| Год  | Название                    | Роль                            | Примечания            |
| ---- | --------------------------- | ------------------------------- | --------------------- |
| 1973 | Опасные мины                | Актёр (военный)                 |                       |
| 1975 | Сумасшедшая мама            | Актёр (полицейский)             |                       |
| 1983 | Одинокий волк Маккуэйд      | Консультант                     |                       |
| 1990 | Охота за «Красным Октябрём» | Редактор сценария               |                       |
| 2011 | С востока на запад          | Программный консультант (7 эп.) | Документальный сериал |
| 2014 | Выживщий в день Д           | Консультант                     |                       |